# Musée municipal de Fukuoka
Le musée municipal de Fukuoka (福岡市博物館, Fukuoka-shi hakubutsukan) est un musée situé à Fukuoka, au Japon, ouvert en 1990. L'exposition permanente, qui raconte l'histoire de Fukuoka, est organisée en onze sections, dont celles se concentrant sur le sceau d'or du roi de Na (qui appartient au Trésor national du Japon), le clan Kuroda et le Hakata Gion yamakasa.